# Stanisława Kawińska
Stanisława Kawińska, właśc. Stanisława Kawińska-Krajewska (ur. 7 maja 1886 w Warszawie, zm. 28 października 1960 tamże) – polska aktorka dramatyczna, teatralna i filmowa.

## Życiorys

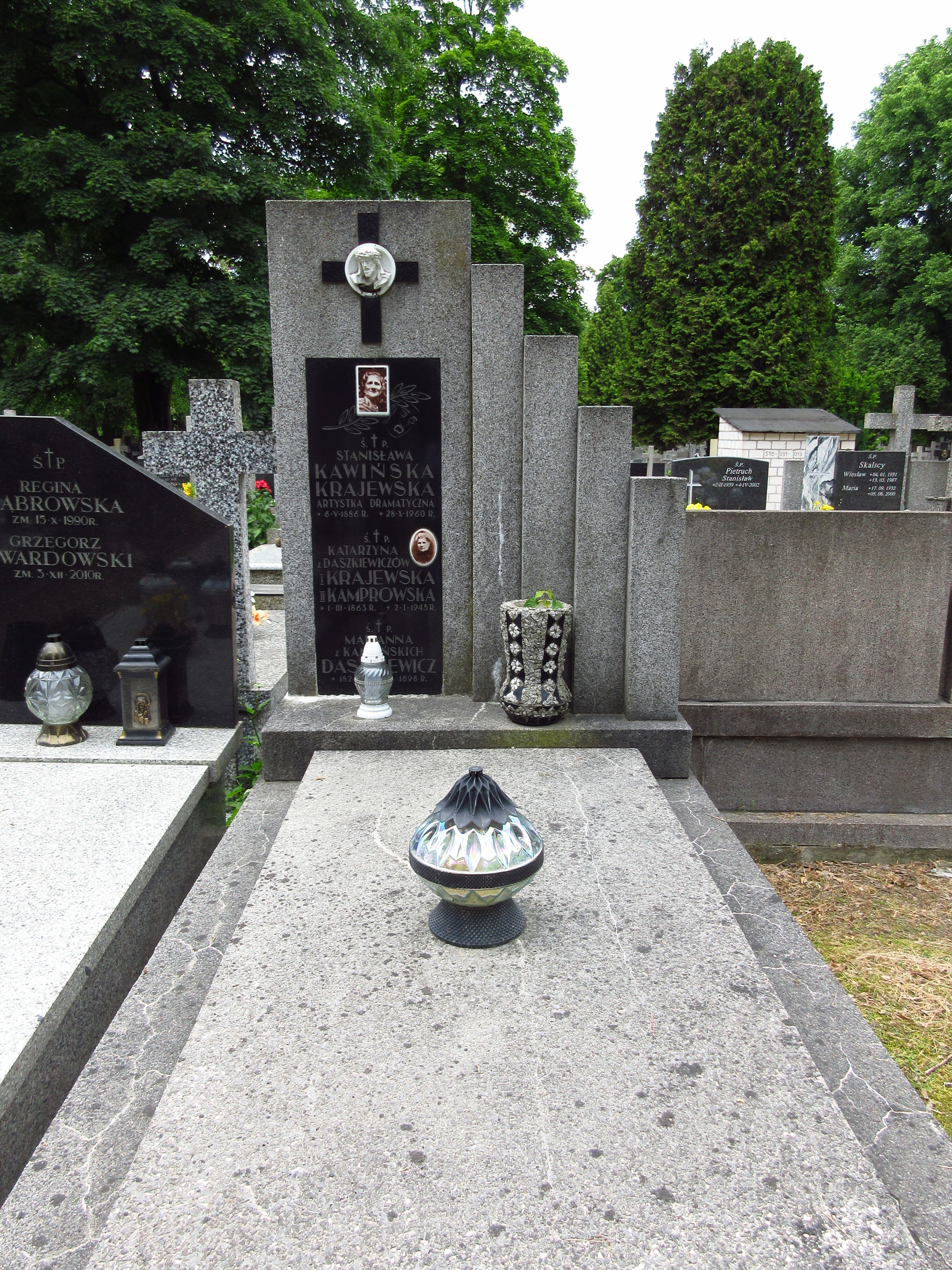
Grób Stanisławy Kawińskiej-Krajewskiej na cmentarzu Bródnowskim

Po ukończeniu pensji Anieli Hoene-Przesmyckiej rozpoczęła naukę u Marii Przybyłko-Potockiej. Karierę teatralną rozpoczęła grając w zespole Józefa Puchniewskiego na deskach teatru w Kijowie, a następnie w Teatrze Polskim w Poznaniu. Pomiędzy 1907 a 1912 wielokrotnie zmieniała miejsca pracy, sezon 1911/1912 zakończyła w teatrze w Płocku po czym przystąpiła do teatru objazdowego, z którym występowała do 1915. Następnie na jeden sezon zatrudniła się w Teatrze Bagatela-Nowy. Od 1916 do 1920 związana była z Teatrem Praskim, po czym przeszła do grupy aktorów występujących z teatrem objazdowym powołanym do życia przez YMCA. Po roku powróciła do Warszawy i do 1939 występowała na wielu scenach teatralnych, często grając w kilku w tym samym sezonie. Po wyzwoleniu warszawskiej Pragi zaangażowała się w Teatrze m.st. Warszawy, aby po roku przejść do Miejskiego Teatru Dramatycznego, gdzie pozostała do 1949. Od 1950 do śmierci była aktorką Teatru Powszechnego. Zmarła 28 października, pochowana na cmentarzu Bródnowskim (kwatera 65C-3-5).

## Odznaczenia
- Srebrny Krzyż Zasługi (30 marca 1938)[1][2]